# Tambour à corde
Le tambour à corde ou Lion's Roar (« rugissement de lion ») est un instrument membranophone constitué d'une tête de tambour traversé d'un cordon de crin. Par frottement avec le sommet du tambour, ce cordon permet d'obtenir une sonorité voisine du rugissement d'un lion, lorsqu'il est déplacé de haut en bas par l'instrumentiste. Cet effet de sonorité est à l'origine de son nom en anglais.

## Classification
Selon le système de classification des instruments de musique établi par D. Cook Gary, le tambour à corde serait un cordophone, car il produit des sons grâce à la vibration d'une corde. Mais il peut également être considéré comme une variété de tambour à friction.

## Forme de l'instrument
Le tambour à cordes se compose d'un récipient cylindrique ou en forme de seau, avec une extrémité ouverte et l'autre fermée par une membrane. Une certaine longueur de corde est fixée par un trou dans le centre de la membrane, résiné et frottée avec un tissu grossier ou un gant pour produire cette imitation du rugissement d'un lion.
Une première version de l'instrument moderne imposait de le tenir à deux mains, l'une main tenant la corde tendue, l'autre tenant fermement le tambour que l'on faisait glisser le long de la corde. À la fin du XXe siècle, la marque Kolberg produit un modèle monté sur cadre, avec la corde tendue, ne nécessitant qu'une seule main . Dans une autre version de l'instrument, l'extrémité de la corde est libre, solidaire d'un manche en bois pour former un tambour à friction tourbillonnaire.

## Emploi en musique classique
Le tambour à corde est l'un des instruments à percussion employés par Edgard Varèse pour Ionisation, en 1933, où son utilisation n'a rien de « descriptif ».